# Louis François Antoine Arbogast
Louis François Antoine Arbogast   (Mutzig, 4 d'octubre de 1759 - Estrasburg, 18 d'abril de 1803) fou un matemàtic francès conegut pel seu càlcul de les derivades.

## Vida
No existeix informació concreta sobre la infància i joventut d'Arbogast, ni sobre els seus estudis. Se sap que entorn del 1780 exercia d'advocat al Consell Sobirà d'Alsàcia, fet que permet sospitar que va estudiar dret a la universitat d'Estrasburg.
El 1787 era professor de matemàtiques al Collège de Colmar i el 1789 a l'Escola d'Artilleria d'Estrasburg.
Partidari de les idees revolucionàries, és elegit diputat del Baix Rin a l'Assemblea Legislativa Francesa de 1791 i presidirà i participarà activament en els treballs del Comitè d'Instrucció Pública.
El 1795 va ser encarregat d'organitzar l'École Centrale du Bas-Rhin, que va substituir la universitat d'Estrasburg. Va ser professor de matemàtiques en aquesta institució fins a la seva mort prematura el 1803.

## Obra
L'obra d'Arbogast té tres vessants interessants:
1. Una reflexió original i profunda sobre els fonaments del càlcul infinitesimal
2. La invenció d'un mètode de desenvolupament de funcions conegut (sobretot a Anglaterra) com la fórmula d'Arbogast
3. La creació i conservació d'un important fons de memòries i cartes inèdites de matemàtics francesos del segle XVII

Tal com havia senyalat l'Acadèmia de Berlín, calia establir una noció precisa del que significa infinit en matemàtiques. Arbogast va fer una primera aproximació al tema en un treball de 1789 (mai publicat) presentat a l'Acadèmia de París amb el títol de Mémoire sur de nouveaux principes du calcul différentiel et intégral, indépendendants de la théorie des infinitement-petits et des limites.
Poc després, el 1791, Arbogast va guanyar un premi ofert per l'Acadèmia de Sant Petersburg en el que es considera el principal document sobre el desenvolupament del concepte de continuïtat d'una funció: Mémoire sur la nature des Fonctions arbitraires.
El 1800 va publicar el seu llibre principal, Du Calcul des dérivations, que va tenir una forta influència en els matemàtics britànics del segle xix i en el que presenta un algorisme per calcular la k-èsima potència d'una sèrie formal.